# Sainte-Christie-d’Armagnac
Sainte-Christie-d’Armagnac település Franciaországban, Gers megyében. Lakosainak száma 379 fő (2022. január 1.). Sainte-Christie-d’Armagnac Bourrouillan, Caupenne-d’Armagnac, Cravencères, Loubédat, Manciet, Nogaro és Salles-d’Armagnac községekkel határos.

## Népesség
A település népessége az elmúlt években az alábbi módon változott:
| Lakosok száma | 453  | 365  | 360  | 349  | 399  | 393  | 373  | 376  | 374  | 379  |
|               | 1968 | 1982 | 1990 | 2006 | 2013 | 2015 | 2017 | 2019 | 2020 | 2022 |